# 圣佩德罗德尔瓦列
圣佩德罗德尔瓦列，是西班牙卡斯蒂利亚-莱昂萨拉曼卡省的一个市镇。 总面积16平方公里，总人口123人（2001年），人口密度8人/平方公里。